# Diecezja Szombathely
Diecezja Szombathely – jedna z 3 diecezji w metropolii veszprémskiej. Jej powstanie datuje się na 1777. Katedrą diecezji jest Katedra Nawiedzenia Najświętszej Maryi Panny w Szombathely.

## Biskupi
- biskup diecezjalny – János Székely (od 2017)
- biskup pomocniczy – Benedek Szabolcs Fekete (od 2022)

## Bibliografia

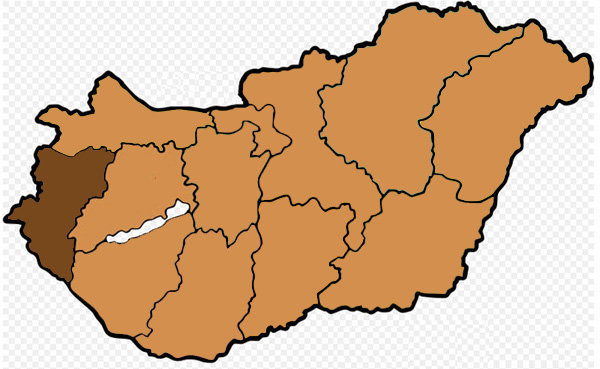
Diecezja szombathely'ska